# Templo de Adriano
El Hadrianeum o templo de Adriano fue construido en 145 y está ahora incorporado a un edificio situado en piazza di Pietra, Roma. El templo fue erigido en honor del emperador Adriano por su sucesor Antonino Pío. Del templo romano solo se conservan hoy en día once columnas corintias de 15 metros de altura sobre un podio de cuatro metros de altura. Los restos que se conservan del templo se encuentran insertados en un edificio del siglo XVII obra de Carlo Fontana. En el edificio funcionó la Bolsa de Roma.

## Características
Era un templo octóstilo y tenía 15 columnas a lo largo, de las que cuatro han desaparecido, con una naos. Estaba decorado con relieves que representaban a las distintas provincias del Imperio y que ahora están depositadas en los Museos Capitolinos. Actualmente funciona en el edificio un museo dedicado a Adriano y una galería de arte.

|                                                          |
| Grabado del Hadrianeum hecho por Alo Giovannoli de 1615. |

|                                 |
| Grabado del Hadrianeum, c.1750. |

|                                                      |
| Maqueta con la reconstrucción del Templo de Adriano. |